# フランス特殊部隊RAID
『フランス特殊部隊RAID』（フランスとくしゅぶたいレイド、Raid dingue）は2016年のフランス・ベルギーのコメディ映画。
監督・脚本・出演はダニー・ブーン、その他の出演はアリス・ポルとミシェル・ブランなど。
フランス警察特殊部隊（RAID）に入隊した女性が巻き起こす騒動と彼女の意外な活躍を描いたアクションコメディで、本国フランスでは国産映画第1位のヒットを記録している。
2016年12月19日にフランス北部パ＝ド＝カレー県リエヴァンでプレミア上映された後、2017年2月1日にフランス国内で一般公開された。
日本では劇場未公開だが、2018年4月5日にWOWOWで放送された。

## ストーリー
内務大臣ジャック・パスクアリの一人娘で警察官のジョアナは、幼い時に母を亡くしてから、RAIDに入隊することだけを夢見て日々身体を鍛えているのだが、おっちょこちょいな性格で、そもそも警察官としての素養にも欠けるため、入隊試験に何度も落ち続けている。それでも決して諦めようとしない彼女を心配した父ジャックと婚約者のエドワードはジョアナにRAIDの厳しい訓練を受けさせれば現実を知って諦めると考え、ジャックはRAIDのトップであるルグランに圧力をかけて入隊試験に合格させる。ルグランもベテラン隊員でジョアナの指導担当となったウジェーヌも、ジョアナはすぐに音を上げると思っていたが、夢が叶ったジョアナは想像以上の頑張りを見せただけでなく、実際に成果をあげ、周囲から認められるようになる。そんなジョアナに耐えきれなくなったエドワードはジョアナにこれまでの思いを吐き出して別れを告げると、ジョアナはエドワードの本心を知ったことで吹っ切れた気持ちで別れを受け入れる。そして、ふとしたことからジョアナはウジェーヌと深い仲になる。
一方、セルビアのテログループ「レオパール」のリーダーであるヴィクトールと、そうとは知らずに知り合いになったジョアナは、会話の中でRAIDの作戦に関する情報を漏らしてしまっていた。ふとしたことから、ようやくその事実を知ったジョアナはレオパールが各国首脳が集まっている会議を狙っていることに気づき、ルグランの命令を無視して、会議が行われている古城にかけつける。しかし、父ジャックを含め、誰もジョアナの言うことに耳を貸そうとしないため、ジョアナはジャックを人質にとって無理やり首脳らを退出させる。しばらくしてレオパールによる攻撃で古城が倒壊する事態となったことで、ジョアナの判断が正しかったことが証明される。そして、攻撃の成果を確かめにやってきたヴィクトールらとジョアナの間で銃撃戦となり、さらにそこにウジェーヌらが駆けつけたことで、最終的に事件は解決、ジョアナは大統領から表彰を受けることになる。しかし、ジョアナのおっちょこちょいは治らない。

## キャスト
- ジョアナ・パスクアリ: アリス・ポル（フランス語版） - 正義感の強い女性警察官。念願叶ってRAIDに入隊。
- ウジェーヌ・フロワサー: ダニー・ブーン - RAIDのベテラン隊員で教官。あだ名は「疫病神」。
- ジャック・パスクアリ: ミシェル・ブラン - ジョアナの父で内務大臣。
- ヴィクトール: イヴァン・アタル - セルビアのテログループ「レオパール」のリーダー。
- エドワード・デュバリー: パトリック・ミル（フランス語版） - ジョアナの婚約者。大企業の跡取り息子。
- マリー＝カロリーヌ・デュバリー: サビーヌ・アゼマ - エドワードの母。
- ベルナール・デュバリー: アラン・ドゥテー（フランス語版） - エドワードの父。
- パトリック・ルグラン: フランソワ・レヴァンタル - RAIDのトップ。
- オリヴィエ・ロペス: フロラン・ペール（フランス語版） - RAIDの隊員。
- イザベラ: アンヌ・マリヴァン（フランス語版） - RAIDの心理学者。
- フランス大統領: ユルバン・カンセリエ（フランス語版）

## 作品の評価
アロシネによれば、フランスの24のメディアによる評価の平均点は5点満点中2.8点となっている。